# Halowe Mistrzostwa Chorwacji w Lekkoatletyce 2012
Halowe Mistrzostwa Chorwacji Seniorów w Lekkoatletyce 2012 – zawody sportowe, które odbędą się w Rijece 25 lutego 2012 roku. Łącznie do zawodów zostało zgłoszonych ponad 90 zawodników i zawodniczek z 14 chorwackich klubów lekkoatletycznych.
Podczas zawodów tych ustanowiono jeden halowy rekord Chorwacji seniorów – Ivan Horvat w skoku o tyczce mężczyzn skoczył na wysokość 5,35 m. Wynik ten jest jednocześnie rekordem kraju juniorów. Ponadto ustanowiono jeszcze jeden rekordowy wynik w młodszych kategoriach wiekowych – Paola Borović w trójskoku kobiet oddała skok na odległość 12,72 m, co jest rekordowym wynikiem zarówno w przypadku juniorek młodszych (do lat 18), jak i juniorek.
Konkurencje biegowe (na długości 400, 800, 1500 i 3000 metrów) zostały rozegrane 11 lutego 2012 roku w Wiedniu. Podczas zawodów tych ustanowiono jeden halowy rekord Chorwacji – w biegu na 3000 metrów kobiet Lisa Christina Stublić uzyskała czas 9:16,78, jednak zgodnie z regulaminem mistrzostw startowała poza konkurencją i, mimo zwycięstwa, nie otrzymała złotego medalu.

## Rezultaty

### Mężczyźni
| Konkurencja:              | 1. miejsce         | Rezultat | 2. miejsce        | Rezultat | 3. miejsce       | Rezultat |
| Bieg na 60 m              | Goran Pekić        | 6,84     | Andrej Doričić    | 6,87     | Tomislav Kašnar  | 6,95     |
| Bieg na 400 m             | Mateo Ružić        | 48,20    | Ivan Rimac        | 49,46    | Dražen Davidović | 50,52    |
| Bieg na 800 m             | Igor Janković      | 1:53,76  | Bernard Gavez     | 1:59,84  | Martin Sekušak   | 2:01,86  |
| Bieg na 1500 m            | Goran Grdenić      | 4:02,80  | Siniša Majdandžić | 4:05,54  | Martin Srša      | 4:07,70  |
| Bieg na 3000 m            | Jure Josipović     | 8:55,80  | Tomislav Kukec    | 9:03,10  | Marko Kučko      | 9:06,36  |
| Bieg na 60 m przez płotki | Marin Jurjević     | 8,78     | Luka Holjevac     | 9,38     | Dino Železnjak   | 9,60     |
| Skok wzwyż                | Alen Melon         | 2,16     | Tomislav Popek    | 2,05     | Paolo Lazarić    | 1,95     |
| Skok o tyczce             | Ivan Horvat        | 5,35 NR  | Siniša Zagorac    | 4,80     | Hrvoje Sedlar    | 4,70     |
| Skok w dal                | Dino Pervan        | 7,65     | Marko Pestić      | 7,12     | Marko Prugovečki | 7,12     |
| Trójskok                  | Alen Bogosavljević | 14,32    | Andro Dužević     | 14,10    | Marko Pestić     | 13,65    |
| Pchnięcie kulą            | Marin Premeru      | 19,83    | Marko Šantak      | 15,70    | Ivan Blašković   | 14,74    |

### Kobiety
| Konkurencja:              | 1. miejsce      | Rezultat | 2. miejsce         | Rezultat | 3. miejsce        | Rezultat |
| Bieg na 60 m              | Sandra Parlov   | 7,53     | Ivana Lončarek     | 7,70     | Paula Vučković    | 7,77     |
| Bieg na 400 m             | Anita Banović   | 54,81    | Nikolina Horvat    | 55,01    | Kristina Dudek    | 56,86    |
| Bieg na 800 m             | Vanja Perišić   | 2:06,78  | Romana Tea Kirinić | 2:18,19  | Anamarija Petreš  | 2:18,55  |
| Bieg na 1500 m            | Matea Matošević | 4:33,63  | Matea Parlov       | 4:40,05  | Sanda Kočiš       | 4:41,81  |
| Bieg na 3000 m            | Sara Vilić      | 10:06,56 | Kristina Božič     | 10:10,54 | Nikolina Hrelec   | 10:36,01 |
| Bieg na 60 m przez płotki | Ivana Lončarek  | 8,45     | Marina Banović     | 8,67     | Ivana Ćuk         | 8,95     |
| Skok wzwyż                | Lucija Zubčić   | 1,78     | Ivana Šimić        | 1,70     | Lucija Cvitanović | 1,70     |
| Skok o tyczce             | Petra Malkoč    | 3,66     | Sonia Koprivnjak   | 3,40     | Ava Marušić       | 3,00     |
| Skok w dal                | Mirjana Gagić   | 6,25     | Antonija Radić     | 5,81     | Ana Medić         | 5,72     |
| Trójskok                  | Mirjana Gagić   | 13,07    | Sonia Krnjeta      | 12,85    | Paola Borović     | 12,72    |
| Pchnięcie kulą            | Sandra Perković | 15,82    | Petra Gamilec      | 13,69    | Josipa Jurić      | 13,02    |